# Nazarovo
Nazarovo (rusky Назарово) je město v Krasnojarském kraji v Ruské federaci. Při sčítání lidu v roce 2010 mělo přes dvaapadesát tisíc obyvatel.

## Poloha a doprava
Nazarovo leží v Nazarovské pánvi na levém, jižním břehu Čulymu, pravého přítoku Obu. Od Krasnojarsku, správního střediska kraje, je vzdáleno přibližně dvě stě kilometrů západně.
Přes Nazarovo prochází železniční trať vedoucí z Ačinsku (kde je napojena na Transsibiřskou magistrálu) do Abakanu.

## Dějiny
Vesnice zde byla založena v roce 1700 a později pojmenována po svém zakladateli.
Po roce 1945 nastává výrazný rozvoj v souvislosti s průmyslovou těžbou uhlí.
V roce 1946 se Nazarovo stává sídlem městského typu a v roce 1961 městem.